# Madame Tousez

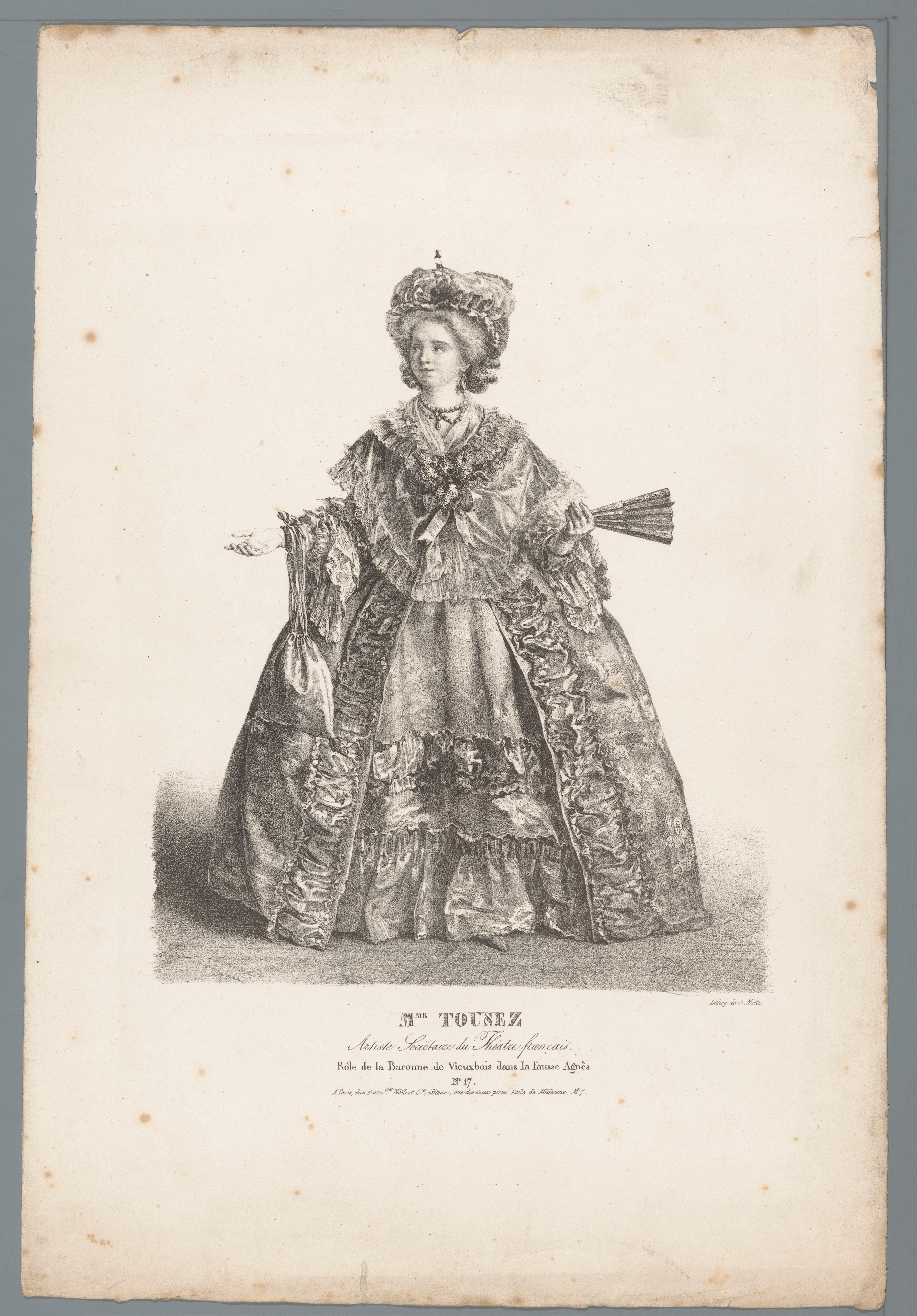
Madame Tousez in der Rolle der Baronin Vieuxbois in Destouches Komödie La Fausse Agnés

Madame Tousez, bürgerlich Charlotte-Zoé Régnier de La Brière (* 15. März 1788 in Paris; † 25. August 1864 ebenda), war eine französische Schauspielerin.

## Leben
Ihr Vater war erfolgreicher Bilderrestaurator, der auch eine Galerie führte. Nebenbei schrieb er Theaterstücke, die am damals von Jean-Baptiste Nicolet geführten Théâtre de la Gaîté und am Variétés-Amusantes aufgeführt wurden. Régnier, noch unter dem Mädchennamen, nahm Schauspielunterricht bei François-René Molé und Monvel und machte ihre ersten schauspielerischen Schritte am Théâtre des jeunes Éleves. Als erstes richtiges Engagement debütierte sie im Jahr 1805 am Théâtre de la Porte Saint-Martin, als Silvia in Marivaux Komödie Le Jeu de l’amour et du hasard. Als sie 1807 einen Sohn gebar, musste sie aussetzen und als sie zu Bühne zurückkehren wollte, trat das Napoleonische Theaterdekret in Kraft, welches den Spielbetrieb ab 1808 unmöglich machte. Règnier fand ein neues Engagement, im Théâtre Louvois, wo sie als Soubrette in dem Pantomimenstück La Femme innocente, malheureuse et persécutée von Rougemont auftrat, was trotz des Dekrets erlaubt war. Dort fiel sie sehr positiv auf.
An der Comédie-Française debütierte sie im Jahr 1812, als Hermione in Jean Racines Tragödie Andromache. Die Kritik im Journal De L’Empire sparte nicht mit Lob und fand den Mut der bisher als Soubrette besetzten Règnier, gleich eine Hauptrolle in einem Drama zu spielen, bemerkenswert. Sie bekam nach dem ersten Jahr einen weiteren Jahresvertrag, bei dem sie für Rollen als Königin und Prinzessin vorgesehen war. Jedoch wurde ihr danach nur ein Vertrag mit zweitrangigen Rollen angeboten, den sie zwar zuerst erfüllte, jedoch ab dem Jahr 1815 an der Comédie nicht mehr auftrat. Um mit ihr übereinzukommen, wurden ein besseres Angebot gemacht, mit weitreichenderen Rollen und nach einer gewissen Zeit auch einer Erhöhung der Gage, was sie dann 1816 auch annahm. Das lag nicht zuletzt daran, dass sie nun, zusammen mit Madame Desmousseaux, für die Charakterrollen besetzt wurde. Schließlich erfolgte im Jahr 1819 die Aufnahme in die Société de la Comédie-Française. In ihren regelmäßigen Auftritten verkörperte sie, bis zu ihrem Ruhestand, 36 Charakterrollen. Im Jahr 1839 wurde für sie die Abschiedsvorstellung, zu ihren Gunsten, gegeben, an der sich auch Rachel beteiligte. Der endgültige Rückzug von der Comédie erfolgte aber erst 1842.
Sie heiratete 1817 den Schauspieler Léonard Tousez, der allerdings kein Kollege der Comédie war, und nahm seinen Namen an. Danach trat Règnier nur noch unter ihrem Künstlernamen Madame Tousez auf, den sie bis zu ihrer Pensionierung an der Comédie beibehielt.
Ihr Sohn François-Joseph Régnier wurde später selbst ein erfolgreicher Bühnenschauspieler.